# Lode Peeters
Lode Peeters, eigenlijk Cornelius Franciscus Ludovicus Peeters (Meerhout, 11 juni 1909 - Turnhout, 22 juni 1971), was een Belgisch syndicalist en politicus voor de CVP.

## Levensloop
Peeters was vakbondssecretaris bij het ACV. Hij werd verkozen tot gemeenteraadslid van Turnhout in 1946 en was er schepen van 1947 tot 1964. Ook nog in 1946 werd hij verkozen tot volksvertegenwoordiger voor het arrondissement Turnhout en vervulde dit mandaat tot in 1965.
Hij werd voorzitter van het in 1956 door de Turnhoutse Vereniging voor Vreemdelingenverkeer (VVV) opgerichte Tijlcomité, dat met jaarlijkse Tijlfeesten de bezoekers naar Turnhout wilde lokken.
Te zijner nagedachtenis is er in Turnhout een Lode Peetersplantsoen.